# Prionolabis munda
Prionolabis munda là một loài ruồi trong họ Limoniidae. Chúng phân bố ở miền Tân bắc.